# Juan Carlos Salazar del Barrio
 Juan Carlos Salazar del Barrio (Tupiza, 24 de diciembre de 1945) es un periodista y docente universitario boliviano. 

## Trayectoria
En 1970 obtiene el título de Técnico en Medios de Comunicación Social por la Universidad Católica Boliviana. En 1976, es titulado Periodista en Provisión Nacional por el sistema de Universidad-Boliviana-Consejo Nacional de Educación Superior.
Cofundador de la Agencia de Noticias Fides (ANF) de Bolivia (1964/1970). 
Excorresponsal de la Agencia Alemana de Prensa (DPA) en Bolivia, Argentina, México, América Central y Cuba, entre 1967 y 1998.
Editor internacional del diario Excélsior de México (1976/77). 
Dirigió el Servicio Internacional en Español de la agencia DPA entre 1999 y 2010, con sede en Madrid, España. 
Cubrió la guerrilla del Che Guevara en Bolivia (1967), los procesos de militarización del Cono Sur de América Latina (1970/76), la guerra civil centroamericana (1980/92), el levantamiento zapatista de Chiapas (1994), entre otros acontecimientos políticos latinoamericanos. 
Es miembro del Directorio de la Agencia de Noticias Fides (ANF), y docente de Periodismo de la Universidad Católica de Bolivia (UCB).
Dirigió el diario boliviano de circulación nacional Página Siete  entre agosto de 2013 y diciembre de 2016. 
En 2016 recibió el Premio Nacional de Periodismo que otorga anualmente la Asociación de Periodistas de La Paz (APLP).
Es coautor de “La guerrilla que contamos”, libro en el que relata, junto con los periodistas José Luis Alcázar y Humberto Vacaflor, la “historia íntima” de la cobertura periodística de la guerrilla boliviana del Che Guevara, y de “Che: Una cabalgata sin fin”, sobre las incógnitas que aún rodean a la captura y ejecución del guerrillero argentino-cubano en Bolivia en 1967. También es autor de “Semejanzas”, un libro en el que retrata a 40 personajes, en su mayoría bolivianos. Sobre esta obra, el escritor e historiador boliviano Carlos D. Mesa Gisbert dice que “el libro es un trasiego que hipnotiza”, en el que el autor “combina la calidad narrativa, los hechos, el perfil humano de los personajes y la historia intensa que fluye detrás”, y “demuestra una vez más el gran parentesco y vinculación entre periodismo y literatura”. Por su parte, Óscar Rivera-Rodas, catedrático de literatura latinoamericana de la Universidad de Tennessee, Estados Unidos, dice que “Semejanzas reúne tres sistemas teóricos o disciplinas aparentemente inconexas: historia, periodismo y estética”. 
Finalmente, ha coordinado sendos libros de historia del periodismo: “De buena fuente” (Madrid, 2010), sobre la historia del Servicio Internacional en Español de la Deutsche Presse-Agentur (dpa), y “Presencia, una escuela de ética y bueno periodismo” (La Paz, 2019), sobre el diario católico boliviano “Presencia”.
Ha participado en otras obras colectivas, como “Prontuario”, un libro que recoge varios casos de la crónica roja que conmocionaron a Bolivia (Editorial 3600 y Página Siete, 2018), con Liliana Carrillo, Isabel Mercado, Cecilia Lanza y otros.

## Obras
- Presencia, una escuela de ética y buen periodismo (Coordinador, Plural Editores, La Paz, Bolivia
- , 2019
- Prontuario (con Liliana Carrillo, Isabel Mercado y Cecilia Lanza, Editorial 3600/Página Siete, La Paz, Bolivia, 2018)
- Semejanzas (Plural Editores, 2018, La Paz-Bolivia)
- Che: Una cabalgata sin fin (con Gonzalo Mendieta y Luis González, Editorial Página Siete, La Paz-Bolivia, 2017)
- La guerrilla que contamos (con José Luis Alcázar y Humberto Vacaflor, Plural Editores, La Paz-Bolivia, 2017)
- De buena fuente (Coordinador, Madrid, España, 2010)
- Manual de Estilo de DPA (Coautor, Hamburgo, Alemania, 2006)

## Distinciones
- Premio Nacional de Periodismo 2016[1]
- 100 Personajes Latinos de 2010 (España).[2]